# グッドウィンスティールキャスティングス
グッドウィン　スティール　キャスティングス社は、英国スタッフォードシャー州ストーク・オン・トレント市にある重工業メーカー。大型でオーダーメイドの機械加工鋳鋼品の製造を専業としている。

## 歴史

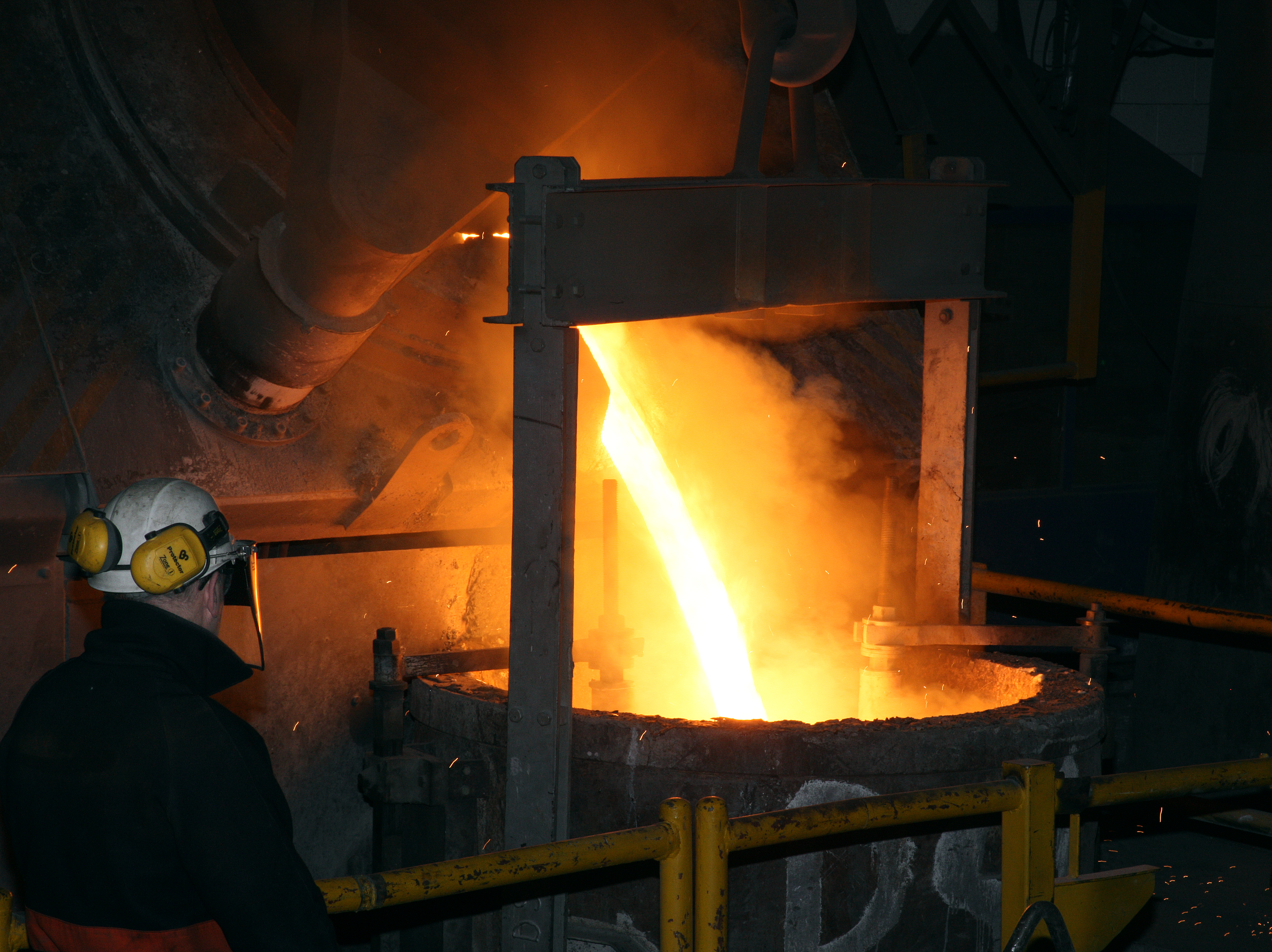
Pouring molten charge from the furnace into the ladle

グッドウィン　スティール　キャスティングス社は、1883年の創業以来、機械加工鋳鋼品を生産している。鋳造工場には、180名の従業員が従事し、鋳造工場で製造された鋳造品は、5kmほど離れたところにある姉妹会社のグッドウィン　インターナショナル社によって、機械加工、組立が行われる。グッドウィン社の機械工場には、最新鋭のCNC機械を備え、約270名が従事している。
同社は、エンジニアリンググループであるグッドウィン　ピーエルシーの一部であり、英国において、高合金且つ高品質な鋳造品の独立メーカーとしての先駆けである。
同社は、1883年に創立して以来ずっと鋳造産業に携わっている。英国の証券取引所に上場している会社の中でも、最も歴史のある10社のうちの一つである。
1984年に、鋳造品の製造及び鋳造コンピューター解析の事業者として、今のISO9001にあたる英国規格協会のBS5750に認定された世界で最初の鋳造工場である。2006年には、国際取引部門でクイーン賞（英国でもっとも名誉あるビジネス賞）を受賞した。

## 製造能力
世界中のエンジニアリング、原子力、石油、石油化学及びプロセス産業用に鋳造品を供給している。
材料は、炭素鋼、低合金鋼、ステンレス鋼、耐熱鋼、二相ステンレス鋼、スーパー二相ステンレス鋼及びニッケル基超合金がある。
機械加工鋳造品の重量は、単体で200kgから10,000kgで、構造溶接品では最大18,000kgまで製造する。溶接組立品としては、50,000kgまで対応可能である。
材料の鋼及びニッケル基合金は、電気炉で溶解され、アルゴン酸素脱炭炉（AOD）で精錬される。

## 適用
グッドウィン社の鋳造品は、様々なプロジェクトで使用されている。いくつかの有名なプロジェクトを以下に示す。

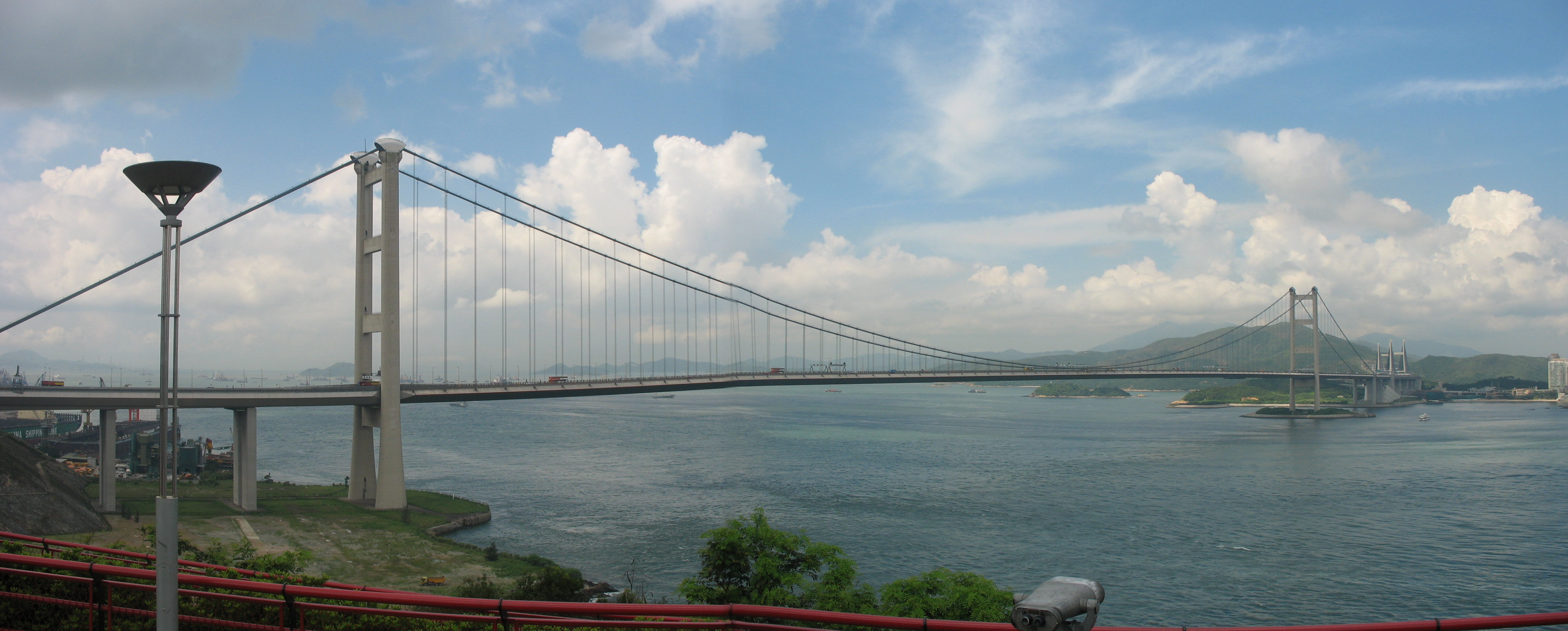
Tsing Ma Bridge – Hong Kong

### 橋梁

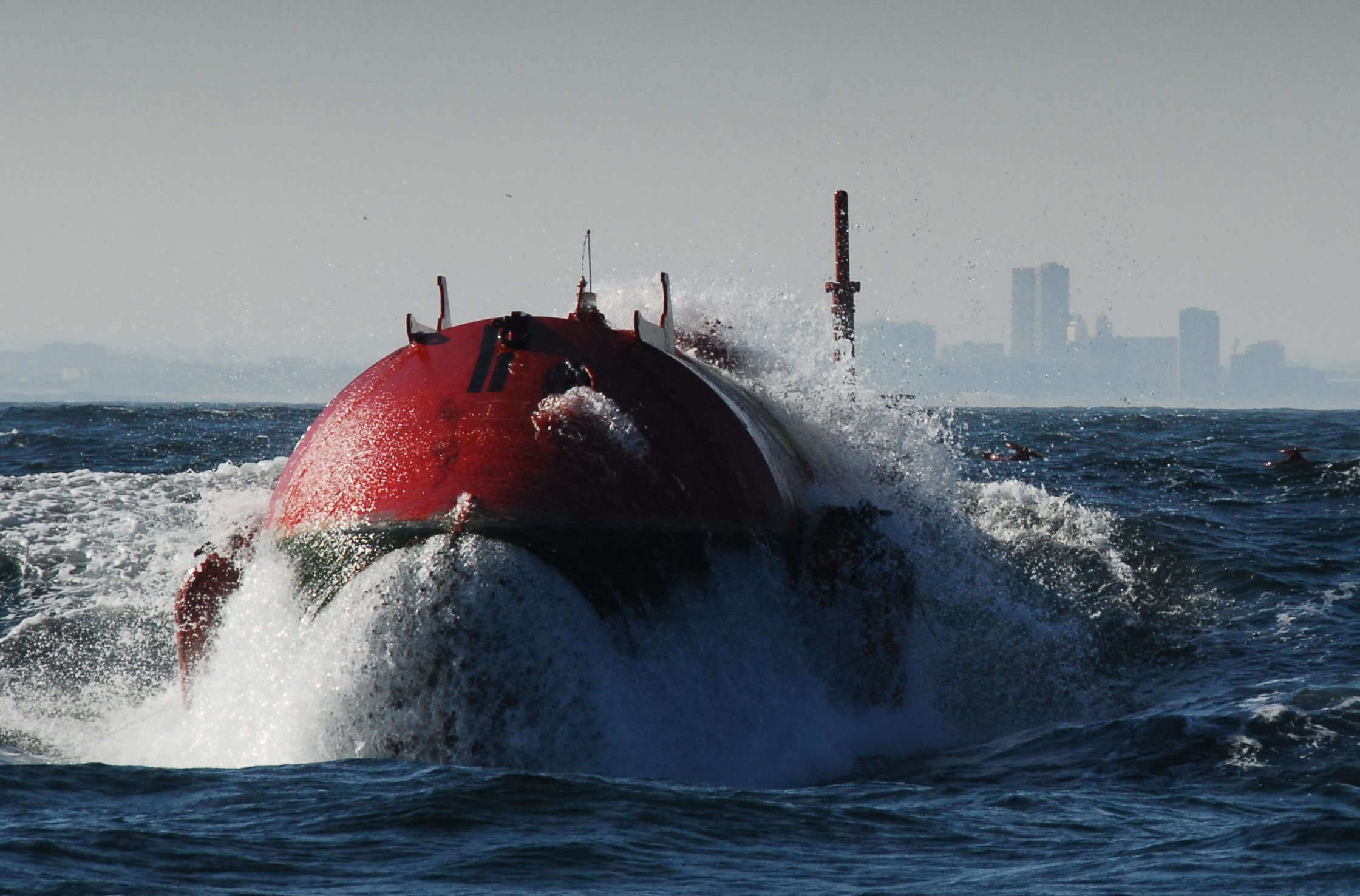
Pelamis Wave Energy Converter

- ハダンゲル橋（ノルウェー）[4]
- オークランド・ベイ橋（米国） [5]
- 青馬橋（中国）[6]
- 江陰長江橋（中国） [7]

### 構造物/建築物
- ファスレーン海軍基地（英国）[8]
- ストラットフォード駅（英国）[9]
- ルードビッヒ・エルハルト・ハウス（ドイツ語版）/ベルリン証券取引所（英語版）（ドイツ）[10]
- パディントン駅（英国）[11]

### 発電用（原子力含む）
- ペラミス波エネルギー変換器[12]
- サイズウェルB原子力発電所
- セラフィールド再処理プラント

### その他
- アスチュート級原子力潜水艦

### 開発
グッドウィン社は、先進超々臨界圧(A-USC)火力発電用ニッケル基合金開発プログラムに深く携わっている。
これらのプロジェクトは、以下を含む。
- Thermie AD700
- COMTES
- Pacific Basin 700 research
- European NextGenPower
- MacPlus